# سا ديك
سا ديك هي مدينة في فيتنام، تقع في محافظة دون تاب، بلغ عدد سكانها 213,610 نسمة، تبلغ مساحتها 60 كيلومتر مربع، رمزها البريدي هو 81800.